# Żmigród
Żmigród (niem. Trachenberg, dawna polska nazwa: Straburek lub Stramburek) – miasto w woj. dolnośląskim, w powiecie trzebnickim, siedziba gminy miejsko-wiejskiej Żmigród, leży nad rzekami Baryczą i Sąsiecznicą.

## Położenie
Według danych z 1 stycznia 2023 r. powierzchnia miasta wynosiła 9,49 km² (579. miejsce w kraju).
Obszar miasta jest położony na wysokości od 85 do 103 m n.p.m.
Żmigród historycznie leży na Dolnym Śląsku. W latach 1975–1998 miasto administracyjnie należało do woj. wrocławskiego, obecnie jest jednym z miast aglomeracji wrocławskiej.

## Nazwa
Nazwa miasta składa się z dwóch polskich słów żmija oraz gród i oznacza „gród żmij”. Wywód ten przedstawił śląski pisarz Konstanty Damrot w swojej pracy o znaczeniu nazw na Śląsku wydanej w Bytomiu w 1896. Zanotował on nazwę miasta w polskim brzmieniu „Żmijgród” podając jej znaczenie „von żmija – Schlange und gród – Burg”. Pogląd ten podzielał również polski językoznawca Stanisław Rospond. Niektórzy utożsamiają nazwę żmija ze staropolskim określeniem smoka, którego wizerunek utrwalono w herbie miasta.
Pierwsze zanotowane nazwy miejscowości pochodzą z bulli wrocławskiej z 1155, gdzie jest mowa o villa super vadum Zunigrod. Nazwę Smigrod notowano również w łacińskim dokumencie z 1228. Konstanty Damrot podaje również dwie kolejne nazwy wynotowane ze średniowiecznych dokumentów gdzie miejscowość wymieniona jest w 1245 Zmigrod oraz z 1358 Smigrod. Niemcy początkowo zgermanizowali nazwę na „Schmiegrode”, a później na „Trachenberg”. W roku 1613 śląski regionalista i historyk Mikołaj Henel z Prudnika wymienił miejscowość w swoim dziele o geografii Śląska pt. Silesiographia podając jej łacińską nazwę: Trachenberga.
Niemcy wywodzili nazwę miasta od średnio-wysoko-niem. Trache, od którego pochodzi niem. Drache, oznaczające smoka + berg = góra (częste w niemieckich nazwach miejscowych), dosłownie przetłumaczyć można by na smoczą górę powołując się na nazwę Trachenberg z (1322).

## Historia

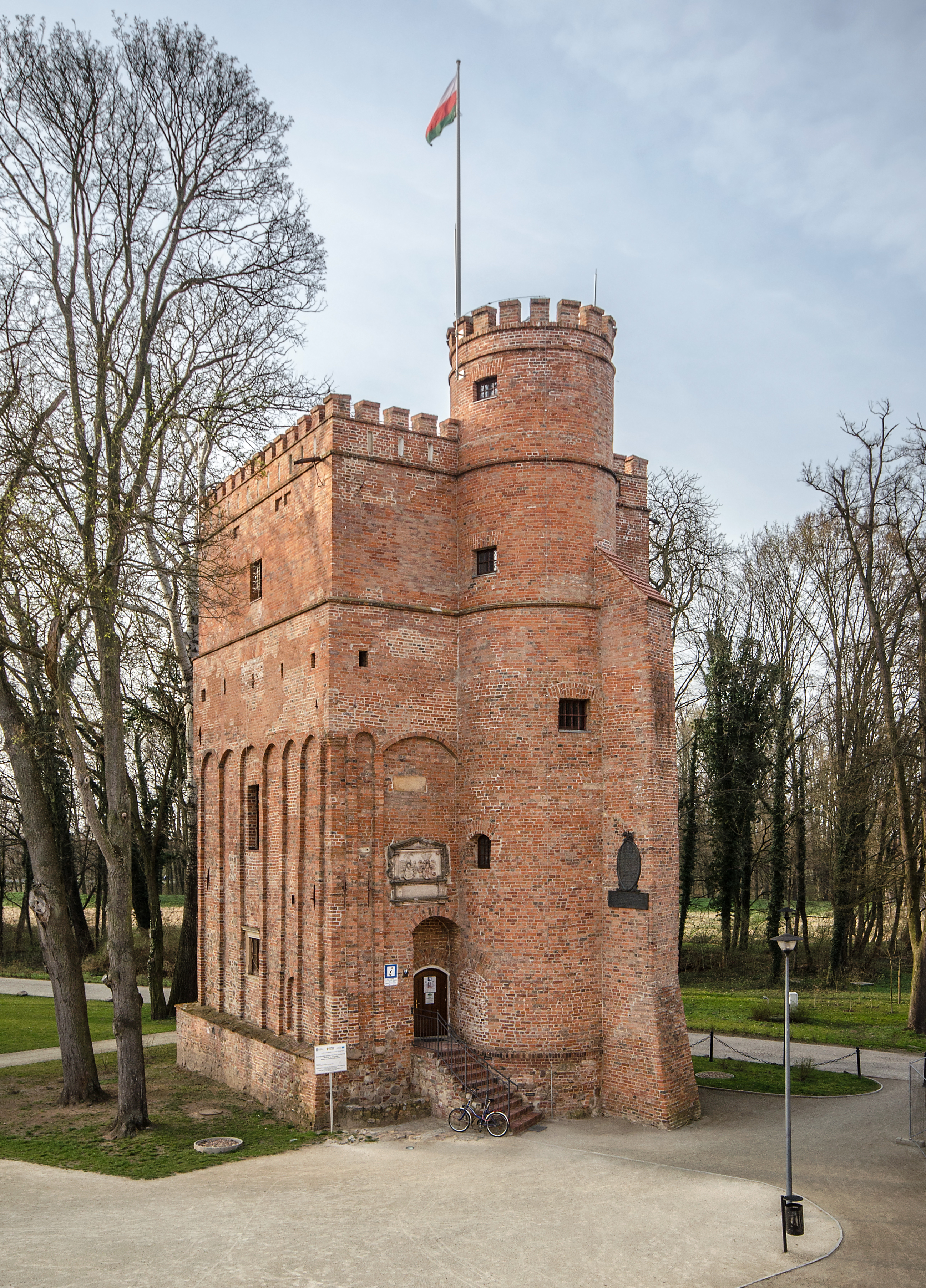
Wieża zamkowa w Żmigrodzie

Najstarsze źródła mówią o osadzie istniejącej w III okresie epoki brązu. Pierwsze wzmianki pojawiają się w bulli papieża Hadriana IV z 1155. Obecne miasto zostało ulokowane przez Henryka III Białego w 1253 nad brzegami Baryczy, w miejscu, gdzie brodem przekraczano rzekę (obecny Żmigródek). Nowa osada powstała, naprzeciw dawnej osady słowiańskiej Zunigrod. Gród został ufortyfikowany, otoczony solidną palisadą, wałem i fosą, zbudowano dwie bramy, które zlikwidowano dopiero w 1819. Od południa była to Brama Wrocławska, od północy Brama Polska. W latach 1294–1312 miasto należało do księstwa głogowskiego, a następnie oleśnickiego. Po wygaśnięciu linii książąt oleśnickich w 1492 przeszło we władanie króla czeskiego Władysława Jagiellończyka, który dwa lata później sprzedał je z okolicznymi dobrami Zygmuntowi Kurzbachowi, powstał wówczas baronat żmigrodzki.
W 1560 wzniesiono nowy zamek z wieżą, później modernizowany, który w czasie wojny trzydziestoletniej był kilkakrotnie oblegany. Od 1592 Żmigród należał do Schaffgotschów, od 1641 do Hatzfeldtów. W 1642 zamek został zdobyty przez wojska szwedzkie pod dowództwem gen. Lennarta Torstenssona. Szwedzi władali zamkiem do 1650. W tym czasie rozbudowano zamek. Następna rozbudowa miała miejsce w latach 1655–1657 z inicjatywy ówczesnego właściciela Żmigrodu, Melchiora von Hatzfeldta. W 1691 wzniesiono nowe fortyfikacje.
W połowie XVII wieku polsko-niemiecka granica językowa przebiegała niedaleko Żmigrodu, włączając miasto do terytorium o dominacji języka polskiego. Miasto było niszczone przez wojny i pożary.
W 1813 w barokowym pałacu Hatzfeldtów doszło do spotkania króla Prus Fryderyka Wilhelma III z cesarzem Rosji Aleksandrem I, podczas którego podpisano protokół trachenberski (żmigrodzki), którego celem było ostateczne pokonanie Napoleona Bonapartego.
23 stycznia 1945 sowiecki XI Korpus Pancerny 4 Armii Pancernej gen. Dmitrija Leluszenki zdobył Żmigród broniony przez garnizon niemiecki. Miasto zostało zniszczone z wyjątkiem zamku, który został podpalony już po zakończeniu walk. Miasto zostało przyłączone do Polski, zaś jego dotychczasowa ludność wysiedlona do Niemiec.
W 1996 uruchomiono Tor doświadczalny Instytutu Kolejnictwa, na który wjeżdża się ze stacji Żmigród.

## Gospodarka

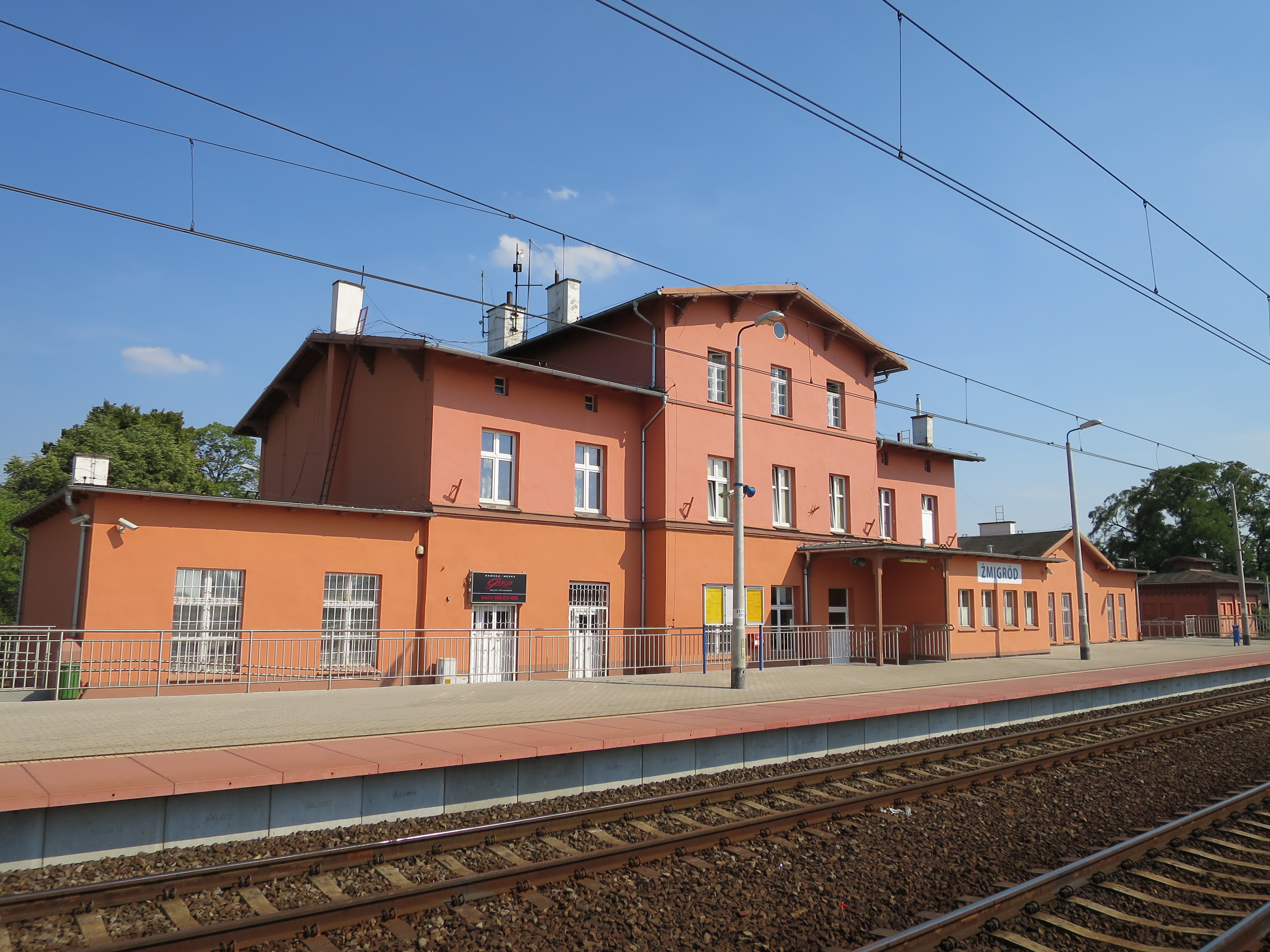
Stacja kolejowa w Żmigrodzie

W okresie PRL w mieście funkcjonowało szereg zakładów produkcyjnych w tym m.in. roszarnia lnu oraz filia wrocławskiego „Pafawagu”. Po transformacji ustrojowej część zakładów postawiona została w stan upadłości.

### Turystyka
Żmigród należy do Stowarzyszenia Gmin Turystycznych Wzgórz Trzebnickich i Doliny Baryczy, które promuje lokalne atrakcje i zachęca turystów do korzystania ze szlaków rowerowych, pensjonatów, restauracji, kąpielisk, basenów, łowisk wędkarskich i innych atrakcji turystycznych.

### Zabytki

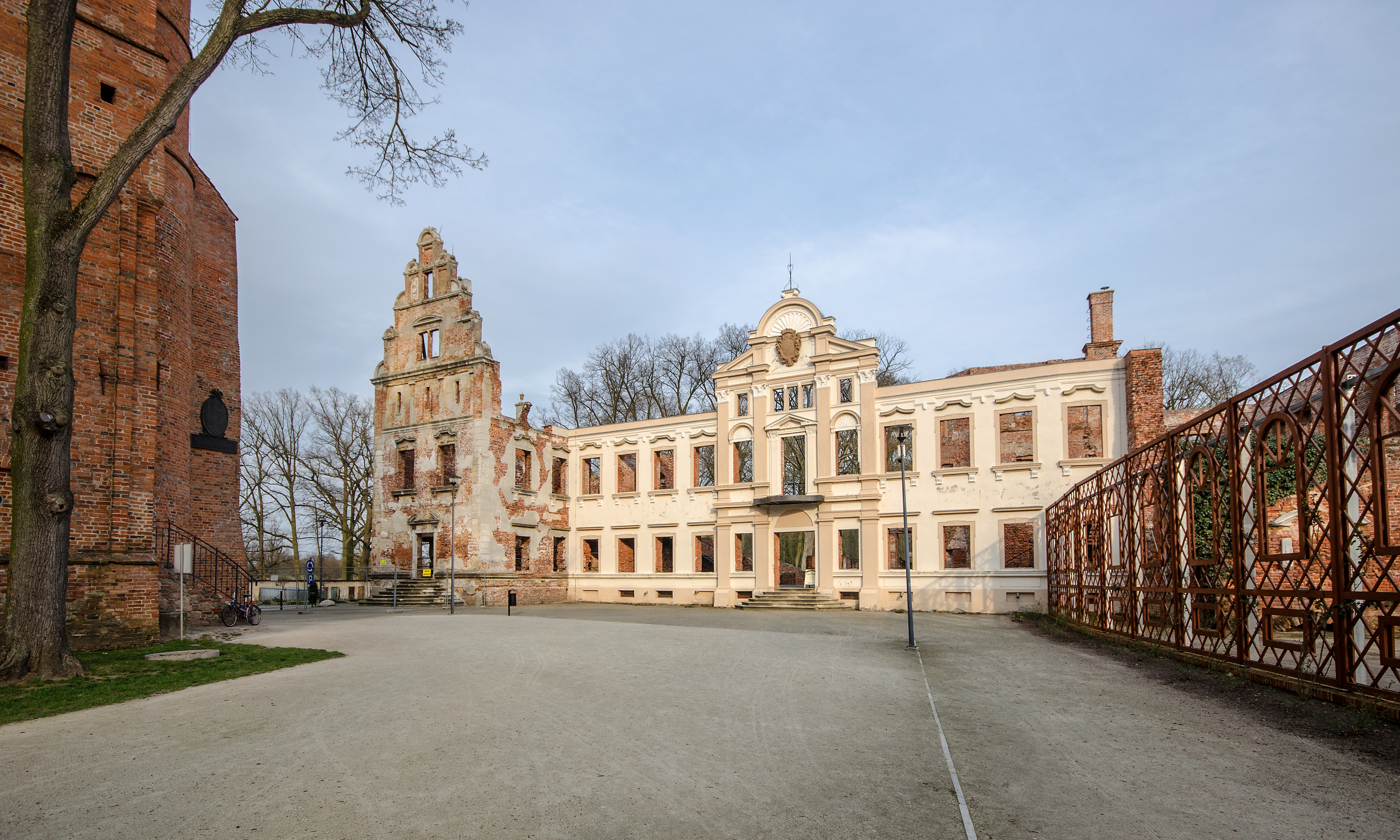
Ruiny pałacu Hatzfeldtów

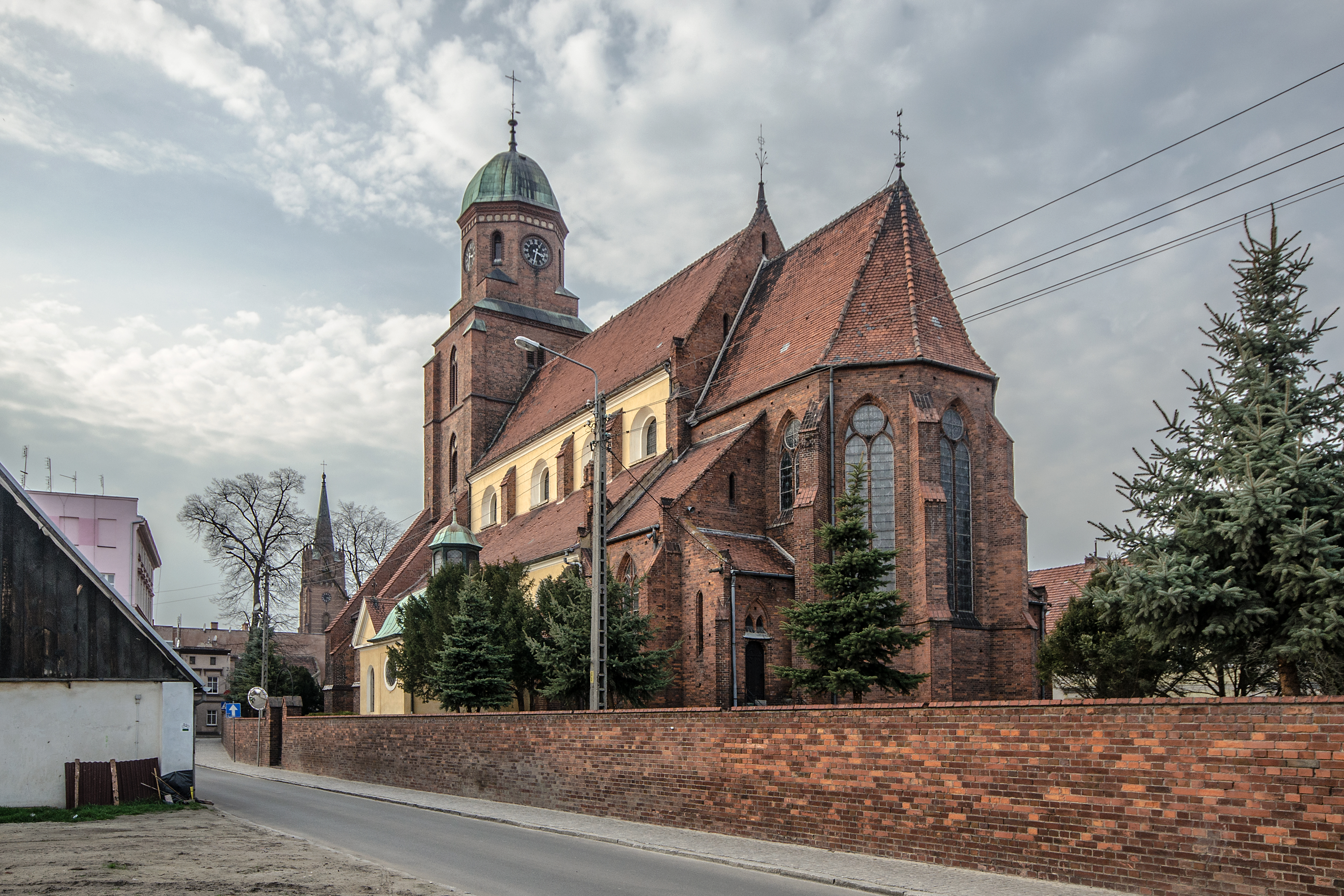
Kościół pw. Świętej Trójcy, z 1599

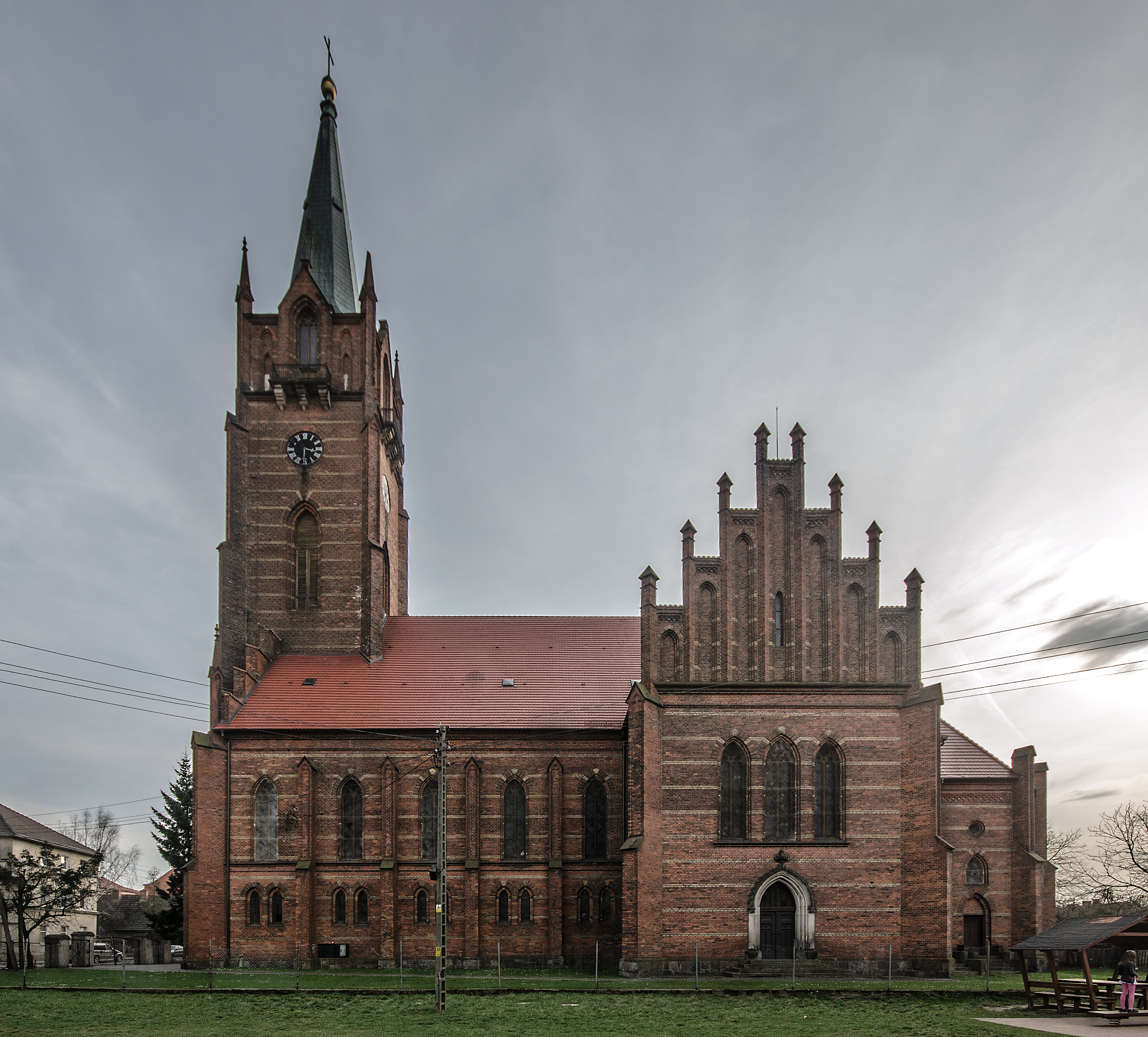
Poewangelicki kościół filialny pw. Stanisława Kostki, z lat 1854–1861

Do wojewódzkiego rejestru zabytków wpisane są:
- ośrodek historyczny miasta
- kościół parafialny pw. Świętej Trójcy, z 1599, 1723 – XVIII w.
- kościół ewangelicki, obecnie rzymskokatolicki fil. pw. św. Stanisława Kostki, ul. Rybacka 1, z lat 1854–1861
- wieża mieszkalna – baszta z 1560, 1642, murowanana z cegły, zachowała się z dawnego założenia pozostałości zamku z XIV w. z herbami von Kurzbach i von Maltzahn nad wejściem oraz datą  1560[15]
- zespół pałacowy, z XVIII w., XIX w., ul. Parkowa:
  - pałac Hatzfeldów, z lat 1656–1658, obecnie w ruinie
  - park

inne zabytki:
- wieża ciśnień
- nadbarycki park z cennym starodrzewem
- figura św. Jana Nepomucena
- kapliczka
- zabytkowe kamieniczki
- kolumna Maryjna.

## Wspólnoty wyznaniowe
- Kościół rzymskokatolicki:
  - parafia Trójcy Świętej
- Polski Autokefaliczny Kościół Prawosławny:
  - parafia św. Jerzego
- Świadkowie Jehowy:
  - zbór Żmigród z salą królestwa[16]

## Demografia
Piramida wieku mieszkańców Żmigrodu w 2014 roku.

## Administracja
Miasto należy do Związku Miast Polskich.

## Współpraca międzynarodowa
Miasta i gminy partnerskie:
- Bargteheide, Niemcy[18]